# Georg Wilhelm Pfeiffer
Georg Wilhelm Pfeiffer (* 21. Dezember 1795 in Frankfurt am Main; † 22. August 1871 ebenda) war Jurist, Polizei-Assessor und Schriftsteller. Seine Novellen, Lokalpossen und Gedichte schrieb er überwiegend in Frankfurter Mundart und veröffentlichte sie unter dem Pseudonym Georg Wilhelm Pfeiffer von Frank.

## Leben
Georg Wilhelm Pfeiffer wurde als Sohn des Frankfurter Bürgers und Sattlermeisters Johann Philipp Pfeiffer geboren. 1812 bis 1815 besuchte er das städtische Gymnasium. Seinen ursprünglichen Berufswunsch, Maler zu werden, gab er auf und studierte in Heidelberg 3½ Jahre Rechtswissenschaft. Am 7. April 1819 erhielt er auf Grund seiner Dissertation De pupillari substitutione (Über Erbeinsetzung auf Todesfall eines Waisenkindes in der Unmündigkeit) Titel und Würde eines Doktors beider Rechte. Am 29. April 1819 bewarb er sich beim Senat der Freien Stadt Frankfurt und leistete am 10. September den Bürger- und Advokateneid. 1821 trat er in den Dienst der städtischen Polizeiverwaltung ein und wurde kurze Zeit später Polizei-Assessor. Pfeiffer leitete die polizeiliche Untersuchung gegen die am Frankfurter Wachensturm beteiligten Studenten.
Von 1835 bis 1838 war er Mitglied des Gesetzgebenden Körpers der Freien Stadt Frankfurt. Die Tätigkeit bei der städtischen Polizeiverwaltung übte er bis einige Jahre vor seinem Tod aus. Pfeiffer verstarb unverheiratet.
Seine Wohnung befand sich zuletzt in der Neuen Mainzer Straße 58 II.
Das im Rahmen des Dom-Römer-Projektes erbaute Gebäude Zu den drei Römern, Markt 40, in der Frankfurter Altstadt weist auf der Fassade Inschriften auf, die der Novelle Der Mann aus dem Römer entnommen wurden. Das Haus wurde entworfen vom Architekturbüro Jordi-Keller Architekten.

## Werke
- Actenmäßige Nachrichten über das Gaunergesindel am Rhein und Main, Frankfurt am Main 1828, online – Internet Archive
- Der Sankt Andreas-Abend. Iris, Frankfurt am Main 1828
- Die Bürgerschlacht. Localposse in drei Aufzügen. J. F. Gerhard d. Ältere, Frankfurt am Main 1828
- Der Mehlwardein oder Tugendlohn und Borjerglück. Localposse in Alexandrinern und in zwei Abtheilungen. Ebenda 1837.
- Klänge und Bilder aus Frankfurt und Sachsenhausen. Frankfurt a. M. 1854 u. 1857, darin enthalten das Gedicht Das Leid vom Apfelwein (online in der Bayerischen Staatsbibliothek)
- Der Einzug der Alliirten zu Frankfurt am Main. Vogt u. Kitz 1846
- Der Falschmünzer. In: Didaskalia Frankfurt am Main 1847
- Der Komthur. In: Didaskalia. Frankfurt am Main 1847
- Der Neffe aus Paris. Conversations-Blatt, Frankfurt am Main 1850
- Huth und Pommer. [unter G. W. P(feiffer) von Frank(furt)]. In: Didaskalia. Frankfurt am Main 1850
- Der alte Schwede in Sachsenhausen. [unter G. W. P(feiffer) von Frank(furt)] In: Didaskalia. Frankfurt am Main 1850
- Der Sohn des Unbekannten. 2 Bdch. J. G. Fey, Frankfurt am Main 1851
- Günther von Schwarzburg. G. W. P.  von Frank. In: Didaskalia. Frankfurt am Main 1852
- Der Judenarzt. In: Frankfurter Anzeiger, Frankfurt am Main 1853
- Herz und Königsrecht. In: Frankfurter Anzeiger, Frankfurt am Main 1853
- Cronberg. In: Frankfurter Anzeiger, Frankfurt am Main 1854
- Die Nachtigall. In: Didaskalia. Frankfurt am Main 1855
- Repertorium zur Geschichte der Reichsstadt Frankfurt a.M. Nach Kirchner's Geschichte der Stadt Frankfurt a.M. und, unter Verweisung auf die Seitenzahl dieses Werkes, zugleich ein vollständiges Register für dasselbe enthaltend. Frankfurt am Main 1856
- Der Dominikaner. In: Didaskalia. Frankfurt am Main 1857
- Der türkische Gesandte. Hermann’sche Buchhandlung, Frankfurt am Main 1858
- Der Syndikus. In: Didaskalia. Frankfurt am Main 1859
- Der Alte im steinernen Hause (der Alchymist) Karl Theod. Reiffenstein u. G. W. Pfeiffer. In: Didaskalia. Frankfurt am Main 1859
- Der Zauberer. In: Familienblatt. Frankfurt am Main 1859
- Der Stadthauptmann von Frankfurt. Verlage Meidinger u. Co. 1860
- Der Mann aus dem Römer. 1860 (online auf 
Projekt Gutenberg)
- Mozart bei der Kaiserkrönung. In: Familienblatt. Frankfurt am Main 1862
- Augerau in Frankfurt. In: Didaskalia. Frankfurt am Main 1863
- Napoleon I. in Frankfurt (1807). In: Didaskalia. Frankfurt am Main 1865.